# AdvFS
AdvFs, conosciuto anche come Tru64 Unix Advanced File System, è  un file system sviluppato tra la fine degli anni ottanta e la prima metà dei novanta dalla Digital Equipment Corporation per la propria versione OSF/1 del sistema operativo Unix (in seguito indicato come Digital UNIX/Tru64 UNIX).

## Le sue caratteristiche
- un sistema di journaling che consente un rapido ripristino dopo i guasti;
- supporto al ripristino di file cancellati;
- alte prestazioni;
- struttura dinamica che consente all'amministratore di gestire il file system "al volo";
- creazione di snapshot "al volo";
- deframmentazione in presenza di utenti attivi del dominio.

AdvFS usa un concetto relativamente avanzato di storage pool (chiamato file domain) e di file system logici (chiamati file sets). Un file domain è composto da un numero qualsiasi di dispositivi a blocchi, che possono essere partizioni, LVM o dispositivi LSM. Un file set è un file system logico creato all'interno di un file domain. Gli amministratori possono aggiungere e rimuovere i volumi da un file domain attivo, purché - in caso di rimozione - resti spazio sufficiente sul file domain rimanente.
I File sets possono essere bilanciati, ovvero il loro contenuto può essere distribuito su più volumi fisici. File particolari possono essere divisi (striped) sui volumi disponibili.
Gli amministratori possono salvare uno snapshot (in gergo chiamato clone) di un qualsiasi file set, attivo o inattivo. Ciò consente di effettuare facilmente i backup "in linea".
Un'altra funzionalità interessante consente agli amministratori di aggiungere o rimuovere dispositivi a blocchi da un file domain che presenta utenti attivi. In questo modo è possibile migrare su dispositivi più capienti, o da hardware con problemi di funzionamento, senza ricorrere a uno shutdown.
La maggior parte delle funzionalità avanzate richiede una licenza specifica.

## Storia
Storicamente, AdvFS fu sviluppato per un altro sistema operativo e in seguito adattato al DEC OSF/1 dagli ingegneri DEC della sede di Bellevue, WA. Col tempo, lo sviluppo è stato affidato ai gruppi di Bellevue, WA e Nashua, NH. La numerazione delle versioni era indietro di 1 rispetto alla versione del sistema operativo. Pertanto, il DEC OSF/1 v3.2 aveva l'AdvFS v2.x, il Digital UNIX 4.0 aveva l'AdvFS v3.x e Tru64 UNIX 5.x l'AdvFS v4.x. È opinione comune che solo la versione v4 abbia raggiunto un livello di stabilità accettabile per l'uso in produzione, offrendo un insieme sufficiente di strumenti per consentire agli amministratori di sistema di risolvere qualunque tipo di problema.
Il 22 giugno 2008 il suo codice sorgente è stato distribuito sotto licenza GNU General Public License versione 2 su SourceForge per renderlo compatibile con la licenza del kernel Linux.

## Fonti
- SurceForge.net 2008-06-25
- Comunicato stampa riguardante la distribuzione del source code di AdvFS HP info